# 95 tezí
95 tezí neboli Disputace o moci odpustků (Disputatio pro declaratione virtutis indulgentiarum) je seznam návrhů pro akademickou disputaci, jež napsal v roce 1517 Martin Luther, profesor morální teologie na Univerzitě ve Wittenbergu v Německu. 95 tezemi začala reformace, rozkol v katolické církvi, který navždy změnil Evropu. Teze obsahují Lutherovu kritiku toho, co považoval za zneužívání náboženství: prodeje plnomocných odpustků kazateli. Věřilo se, že tyto odpustky povedou k prominutí časných trestů v očistci za hříchy spáchané kupujícími nebo jejich blízkými. V 95 tezích Luther tvrdil, že pokání vyžadované Kristem pro odpuštění hříchů je vnitřní a duchovní, že nestačí pouze vnější zpověď. Také popisoval, jak odpustky odvádějí křesťany od opravdového pokání a lítosti nad hříchem, protože si lidé myslí, že se tomu lze vyhnout koupí odpustku. Odpustky navíc podle Luthera odrazují křesťany od obdarovávání chudých a dalších skutků milosrdenství, jelikož se věří, že odpustkové listiny mají větší duchovní hodnotu. I když Luther tvrdil, že jeho pozice vůči odpustkům se shoduje s papežovou, Teze zpochybnily papežskou bulu ze 14. století o tom, že papež může používat poklad zásluh a dobrých skutků minulých svatých, aby odpouštěl časné tresty za hříchy. Teze jsou formulovány jako podklady k diskusi a ne nutně Lutherovy vlastní názory, ale Luther později objasnil své názory v textu Vysvětlení k disputaci o moci odpustků.
Luther poslal Teze dne 31. října 1517 jako přílohu v dopise Albrechtovi Braniborskému, arcibiskupovi mohučskému. Datum se dnes považuje za začátek reformace a každoročně připomíná jako Den reformace. Luther také možná přibil Teze na dveře kostela Všech svatých a ostatních kostelů ve Wittenbergu v souladu s obyčeji univerzity buď 31. října, nebo v polovině listopadu. Teze byly, a to i díky vynálezu knihtisku, rychle přetiskovány, překládány a distribuovány po celém Německu a Evropě. Pak došlo k pamfletovému souboji s prodejcem odpustků Johannem Tetzelem, což ještě víc rozšířilo Lutherovu slávu. Církevní nadřízení Luthera stíhali pro kacířství, což vyústilo na počátku ledna roku 1521 v jeho exkomunikaci. I když Teze byly počátkem reformace, Luther nepovažoval odpustky za stejně důležité jako jiné teologické otázky, které štěpily církev, jako ospravedlnění vírou a svobodu vůle. Jeho průlomové spisy k těmto otázkám přišly až později a on nepovažoval 95 tezí za nic, v čem by se jeho názory lišily od papežských.

## Pozadí
Martin Luther, tehdy třiatřicetiletý profesor morální teologie na Univerzitě ve Wittenbergu a městský kazatel, sepsal 95 tezí proti soudobé církevní praxi udělování odpustků. V katolické církvi, tenkrát prakticky jediné křesťanské církvi západní Evropy, jsou odpustky součástí ekonomie spásy. Pokud zhřešivší křesťan vyzná své hříchy ve zpovědi, budou mu podle této nauky odpuštěny a nebude již za ně věčně trestán v pekle, ale může stále ještě obdržet časný (tj. časově omezený) trest. Tento trest může kajícník zahladit konáním milosrdných skutků. Pokud časné tresty nejsou vypořádány v průběhu života, bude je člověk muset vytrpět v očistci. Odpustky mohou tento časný trest snížit.

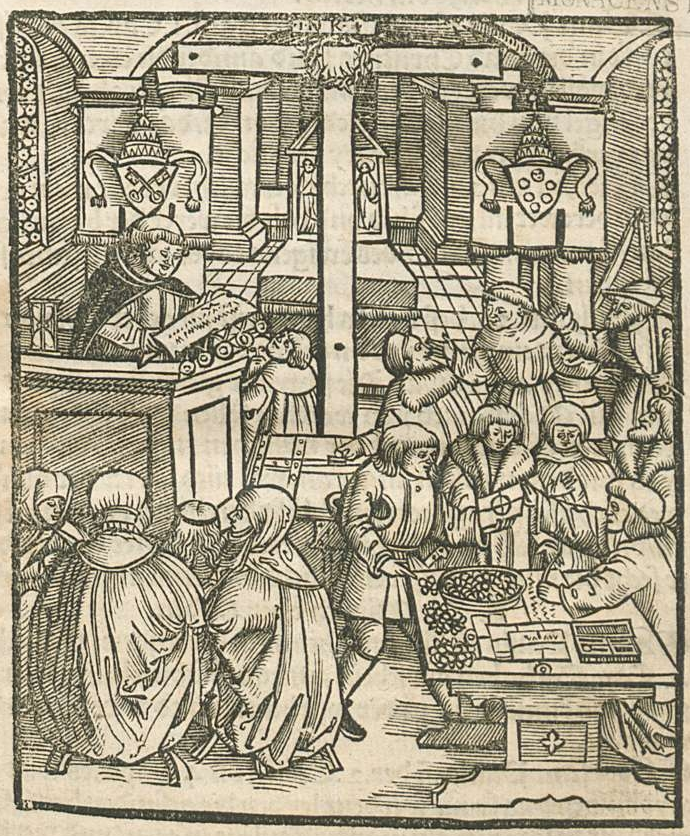
Dřevoryt prodejce odpustků v kostele na letáku z roku 1521

Papežové jsou oprávněni udělit plnomocné odpustky, které poskytují úplné vypořádání všech zbývajících časných trestů za hříchy. Tyto odpustky byly zakupovány i ve prospěch mrtvých, o kterých se věřilo, že jsou v očistci. V tehdejším systému odpustků tak duchovní získávali hmotný prospěch jejich prodejem a papež oficiálně odpouštěl časné tresty výměnou za poplatek. Teologové Pařížské univerzity kritizovali už koncem patnáctého století tehdy populární rčení „když cinkne peníz o dno truhlice, vyletí duše z očistce“. Ke kritikům odpustků před Lutherem patřil Jan Viklef, který popřel, že papež má pravomoc nad očistcem. Jan Hus a jeho následovníci prosazovali přísnější systém pokání, v němž odpustky neexistovaly. Johannes von Wesel koncem 15. století také útočil na odpustky. Světští vládci měli zájem na ovládnutí prodeje odpustků, protože jejich ekonomiky trpěly tím, že peníze za odpustky opouštěly jejich území. Často se proto snažili získat část výtěžku nebo zakazovali odpustky úplně, jako to v Lutherově Sasku udělal tamní vévoda Jiří Vousatý.
V roce 1515 vypsal papež Lev X. plnomocné odpustky určené na financování stavby baziliky svatého Petra v Římě. Platily pro téměř jakýkoli hřích včetně cizoložství a krádeže. Kázání všech ostatních odpustků mělo přestat na osm let, v nichž se nabízely papežovy odpustky. Kazatelé odpustků dostali přísné pokyny, jak mají odpustky propagovat, a měli je vychvalovat mnohem víc než odpustky dřívější. V roce 1517 byl kázáním a nabízením odpustků pověřen Johann Tetzel; a jeho kampaň ve městech poblíž Wittenbergu přiměla mnoho občanů Wittenbergu cestovat do těchto měst a nakupovat v nich, protože prodej odpustků byl ve Wittenbergu a dalších saských městech zakázán.
Luther měl rovněž zkušenosti s odpustky spojenými s kostelem Všech svatých ve Wittenbergu. Uctíváním velké chrámové sbírky ostatků mohli věřící také získávat odpustky. Již roku 1514 Luther kázal proti zneužívání odpustků a proti tomu, jak zlevnily boží milosti ve srovnání s opravdovým pokáním. Jeho starost ještě víc vzrostla v roce 1517, kdy se jeho farníci vraceli z nákupu Tetzelových odpustků a tvrdili, že již nemusejí činit pokání a změnit své životy, aby jim mohly být odpuštěny hříchy. Když si poslechl, co Tetzel říkal o odpustcích ve svých kázáních, Luther začal pečlivěji studovat problematiku odpustků a kontaktoval odborníky na toto téma. V roce 1517 několikrát kázal o odpustcích a vysvětloval, že opravdové pokání je lepší než nákup odpustku. Učil, že předpokladem fungování odpustku je, že kajícník se vyznal a litoval, jinak je odpustek bezcenný. Skutečně kající hříšník by podle Luthera také neměl usilovat o odpustky, protože by miloval boží spravedlnost a toužil po trestu za své hříchy. Tato kázání, zdá se, ustala od dubna do října 1517, pravděpodobně když Luther psal 95 tezí. Sepsal i Pojednání o odpustcích, zřejmě na počátku podzimu roku 1517. Je to obezřetný a pátravý průzkum tématu. Dopisem na toto téma kontaktoval církevní představené včetně svého nadřízeného Hieronyma Schulze, biskupa braniborského, a to někdy kolem 31. října, kdy zaslal Teze arcibiskupu Albrechtovi Braniborskému, nebo o něco dříve.

## Obsah

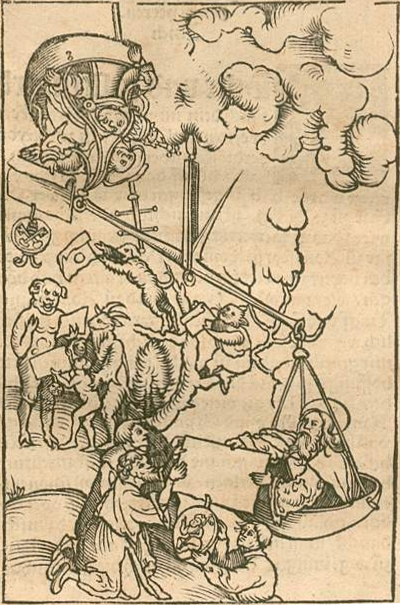
Dřevoryt z roku 1525: odpuštění Kristem převažuje papežovy odpustky

První teze se stala slavnou. Říká: „Když náš Pán a mistr Ježíš Kristus řekl: ,Čiňte pokání,‘ chtěl, aby celý život věřícího byl pokáním.“ V prvních několika tezích Luther rozvíjí myšlenku pokání jako křesťanova vnitřního boje s hříchem spíše než jako vnějšího systému svátostné zpovědi. Teze 5–7 pak říkají, že papež může jen osvobodit lidi z trestů, které udělil sám nebo prostřednictvím církevního systému pokání, ale ne z viny hříchu. Papež může pouze v božím jménu ohlašovat boží odpuštění hříchu.
V tezích 14–29 Luther zpochybnil běžné představy o očistci. Teze 14–16 přinášejí myšlenku, že trest očistce lze přirovnat ke strachu a zoufalství umírajících lidí. V tezích 17–24 se tvrdí, že s konečnou jistotou nelze o duchovním stavu duší v očistci nic říci. Teze 25 a 26 říkají, že papež nemá žádnou moc nad dušemi v očistci. Teze 27–29 útočí na myšlenku, že jakmile se zaplatí, plátcovi blízcí jsou propuštěni z očistce. Považují to za povzbuzování hříšné chamtivosti a tvrdí, že je nemožné si být jistý, protože jen Bůh sám má plnou moc odpouštět tresty v očistci.
Teze 30–34 se vypořádávají s falešnou jistotou, jakou podle Luthera kazatelé odpustků nabízejí křesťanům. Protože nikdo neví, zda se člověk skutečně kál, listina ujišťující člověka o odpuštění je nebezpečná. Teze 35 a 36 útočí na myšlenku, že odpustek činí pokání zbytečným. To vede k závěru, že skutečně kající člověk, který jedině může těžit z odpustku, již obdržel jediný užitek, který odpustek poskytuje. Skutečně kajícímu křesťanovi již podle Luthera byl odpuštěn trest i vina samotná. V tezi 37 se říká, že odpustky nejsou pro křesťany nezbytné, aby mohli přijmout všechny dary poskytované Kristem. Teze 39 a 40 tvrdí, že odpustky činí opravdové pokání obtížnějším. Opravdové pokání touží po božím trestu za hřích, ale odpustky učí se vyhnout trestu, protože to je účelem jejich nákupu.
V tezích 41–47 Luther kritizuje odpustky na základě toho, že odrazují od skutků milosrdenství ty, kteří si je kupují. Zde začíná používat obrat „Křesťany je třeba učit...“, aby vyjádřil, jak by podle něj lidé by měli být poučováni o hodnotě odpustků. Je třeba je učit, že dávat chudým je nesrovnatelně důležitější, než kupovat odpustky, že nakupovat odpustky spíše než dávat chudým vzbuzuje boží hněv a že dělání dobrých skutků činí člověka lepším, zatímco nákup odpustků nikoli. V tezích 48–52 Luther vystupuje na straně papeže a říká, že pokud by papež věděl, co se hlásá v jeho jménu, raději by baziliku sv. Petra nechal spálit na prach, „než aby byla vybudována z kůže, masa a kostí jeho ovcí.“ Teze 53–55 si stěžují na omezení kázání, zatímco se prodávají odpustky.
V tezích 56–66 Luther kritizuje nauku o pokladu zásluh, na které nauka o odpustcích staví. Uvádí, že obyčejní křesťané tuto nauku nechápou a jsou klamáni. Pro Luthera je pravým pokladem církve evangelium Ježíše Krista. Tento poklad mají lidé sklon odmítat, „protože první dělá posledními“, podle výroků Matouše 19,30 a 20,16. Luther používá metaforu a slovní hříčky, aby popsal poklady evangelia jako sítě pro lov boháčů, zatímco poklady odpustků jsou sítě pro lov bohatství.

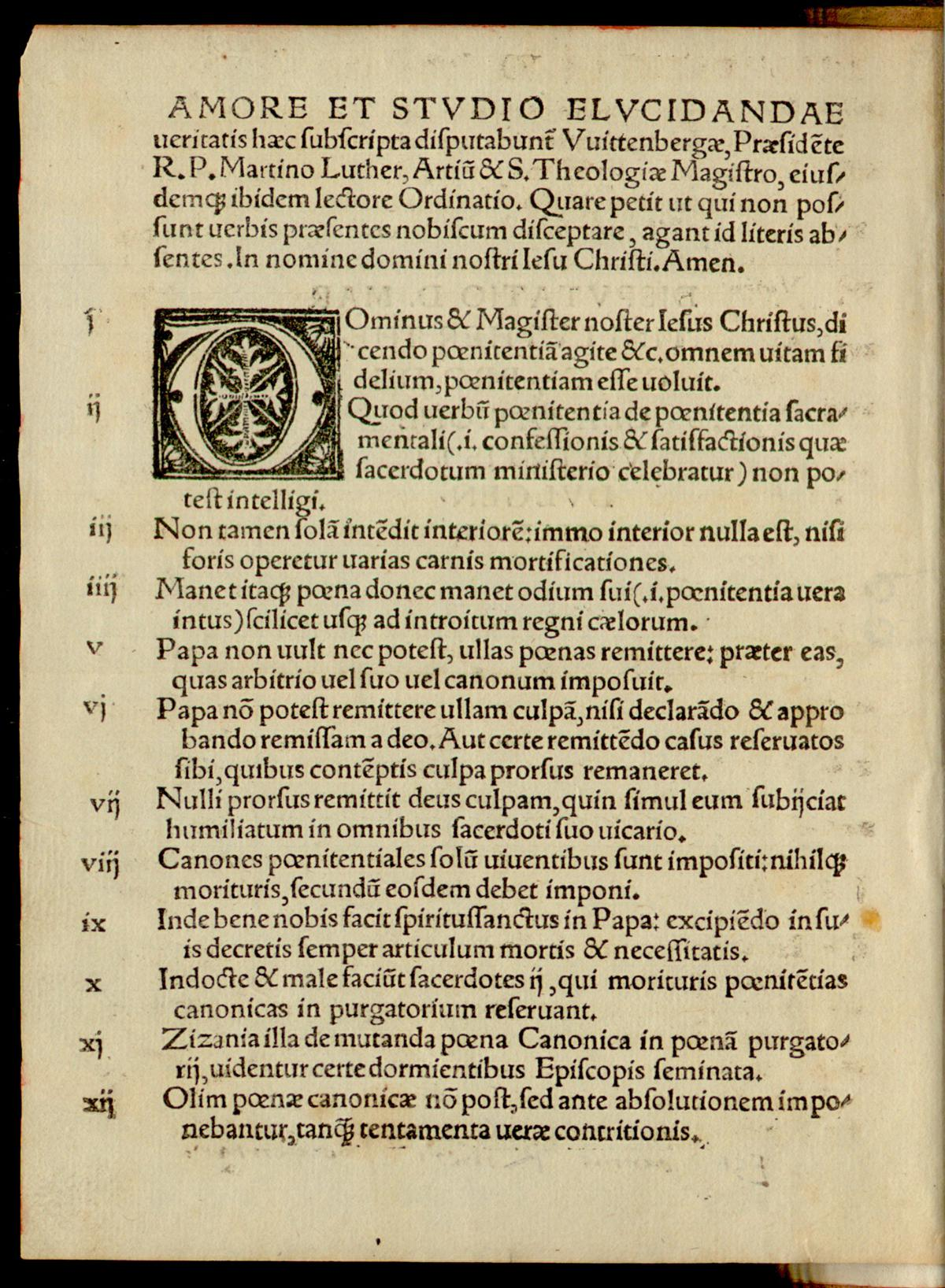
První strana basilejského tisku Tezí z roku 1517 v podobě letáku

V tezích 67–80 Luther rozebírá problémy spojené s tím, jak se odpustky káží, což bylo tématem jeho dopisu arcibiskupovi Albrechtovi. Kazatelé propagují odpustky jako největší z milostí poskytovaných církví, ale vlastně jen propagují chamtivost. Biskupům bylo přikázáno, aby s úctou přijímali kazatele odpustků vstupující na jejich území; ale biskupové jsou také povinni chránit své lidi před kazateli, kteří káží v rozporu s papežovým záměrem. Luther pak haní přesvědčení údajně šířené kazateli, že odpustky by mohly prominout i tomu, kdo by poskvrnil Pannu Marii. Naopak tvrdí, že odpustky nemohou sejmout vinu ani za nejlehčí ze všedních hříchů. Několik dalších údajných tvrzení kazatelů odpustků potom označuje za rouhání: že svatý Petr by nemohl udělit větší milost než současný papež a že odpustkový kříž s papežským znakem je stejně cenný jako Kristův kříž.
Luther cituje několik námitek laiků proti odpustkům v tezích 81–91. Uvádí je jako obtížné námitky ze strany věřících spíše než jako svou vlastní kritiku. Jak má odpovědět těm, kdo se ho ptají, proč papež raději prostě očistec hned nevyprázdní, když je to v jeho moci? Co má říci těm, kdo se ptají, proč se pořád slouží výroční zádušní mše ve prospěch duší v očistci i za ty, kteří byli očištěni odpustkem? Luther tvrdí, že se někomu zdá divné, že by duše zbožných lidí v očistci mohly být zachráněny živými bezbožníky. Také zmiňuje otázku, proč přebohatý papež potřebuje peníze chudých věřících ke stavbě chrámu sv. Petra. Ignorovat tyto otázky podle Luthera přináší riziko, že se lidé budou papežovi vysmívat. Pak se Teze dovolávají papežova finančního zájmu a tvrdí, že pokud by kazatelé omezili svoje kázání ve shodě s Lutherovým názorem na odpustky (o němž Teze předpokládají, že je i papežovým názorem), tak by uvedené námitky přestaly být na místě. Luther uzavírá Teze výzvou, aby křesťané následovali Krista, i když to přináší bolest a utrpení. Snášet trest a přijít do nebe je lepší než falešný pocit bezpečí.

## Lutherův záměr
Teze jsou napsány jako podklad, který má být diskutován ve formální akademické disputaci, i když neexistuje důkaz, že se taková disputace někdy odehrála. V záhlaví Luther zve učence z jiných měst k účasti. Pořádat podobné debaty bylo privilegium, které Luther měl jakožto doktor, a nebyla to neobvyklá forma akademického bádání. Mezi roky 1516 a 1521 Luther ve Wittenbergu připravil dvacet souborů disputačních tezí. Wittenberský teolog Andreas Karlstadt napsal v dubnu 1517 podobný soubor tezí, teologicky ještě radikálnější než Lutherův. Přibil je na dveře kostela Všech svatých, stejně jako to údajně učinil i Luther se svými 95 tezemi. Karlstadt uveřejnil své teze v době, kdy se v kostele vystavovaly tamní ostatky, což bylo možno považovat za provokaci. Podobně Luther uveřejnil svých 95 tezí v předvečer slavnosti Všech svatých, v nejvýznamnější den roku, pokud jde o úctu k ostatkům ve wittenberském kostele Všech svatých.
95 tezí mělo podnítit akademickou debatu, ne lidovou revoluci, ale jsou náznaky, že Luther svůj čin považoval za prorocký a významný. Zhruba v té době opustil jméno Luder a začal se psát Luther a někdy Eleutherius, což je řecky Svobodný. Tím zřejmě projevil svou svobodu od scholastické teologie, proti které vystoupil dříve toho roku. Později tvrdil, že si nepřál všeobecné rozšíření Tezí. Americká historička Elizabeth Eisensteinová dokládala, že Lutherovo údajné překvapení nad jejich úspěchem asi obsahovalo prvek sebeklamu, a její kolega Hans Hillerbrand měl za to, že si Luther určitě přál vyvolat velký spor. Zdá se, jakoby Luther použil akademickou povahu Tezí jako štít, který mu dovolil napadnout zavedené názory, ale přitom popírat, že by chtěl zaútočit na církevní nauku. Sepsání souboru tezí k diskuzi totiž nutně neznamenalo, že se s nimi autor ztotožňuje, a tak mohl Luther tvrdit, že sám buřičské myšlenky Tezí nezastává.

## Šíření a publikace
Dne 31. října 1517 Luther poslal dopis arcibiskupovi mohučskému Albrechtu Braniborskému, pod jehož autoritou se odpustky prodávaly. Dopis je formulován jako loajální upozornění na pastorační problémy vznikající kázáním odpustků. Vychází z předpokladu, že Albrecht neví, co se s odvoláním na jeho autoritu káže, a vyjadřuje obavu, že to lidi odvádí od evangelia a že odpustkové kázání může zhanobit Albrechtovo jméno. Neodsuzuje odpustky ani soudobou nauku o nich, a dokonce ani kázání samotné, jak bylo pronášeno, poněvadž ho neslyšel osobně. Místo toho uvádí své znepokojení ohledně toho, že lidé odpustky špatně chápou a že kázání podporují toto neporozumění, jako třeba názor, že odpustky mohou zahladit každý hřích anebo že mohou člověka zbavit viny i trestu za hřích. V doušce Luther napsal, že Albrecht může najít teze o této věci přiložené k dopisu, a tak seznat nejistotu nauky o odpustcích, jež kontrastuje se sebevědomím kazatelů hlásajících výhody odpustků.

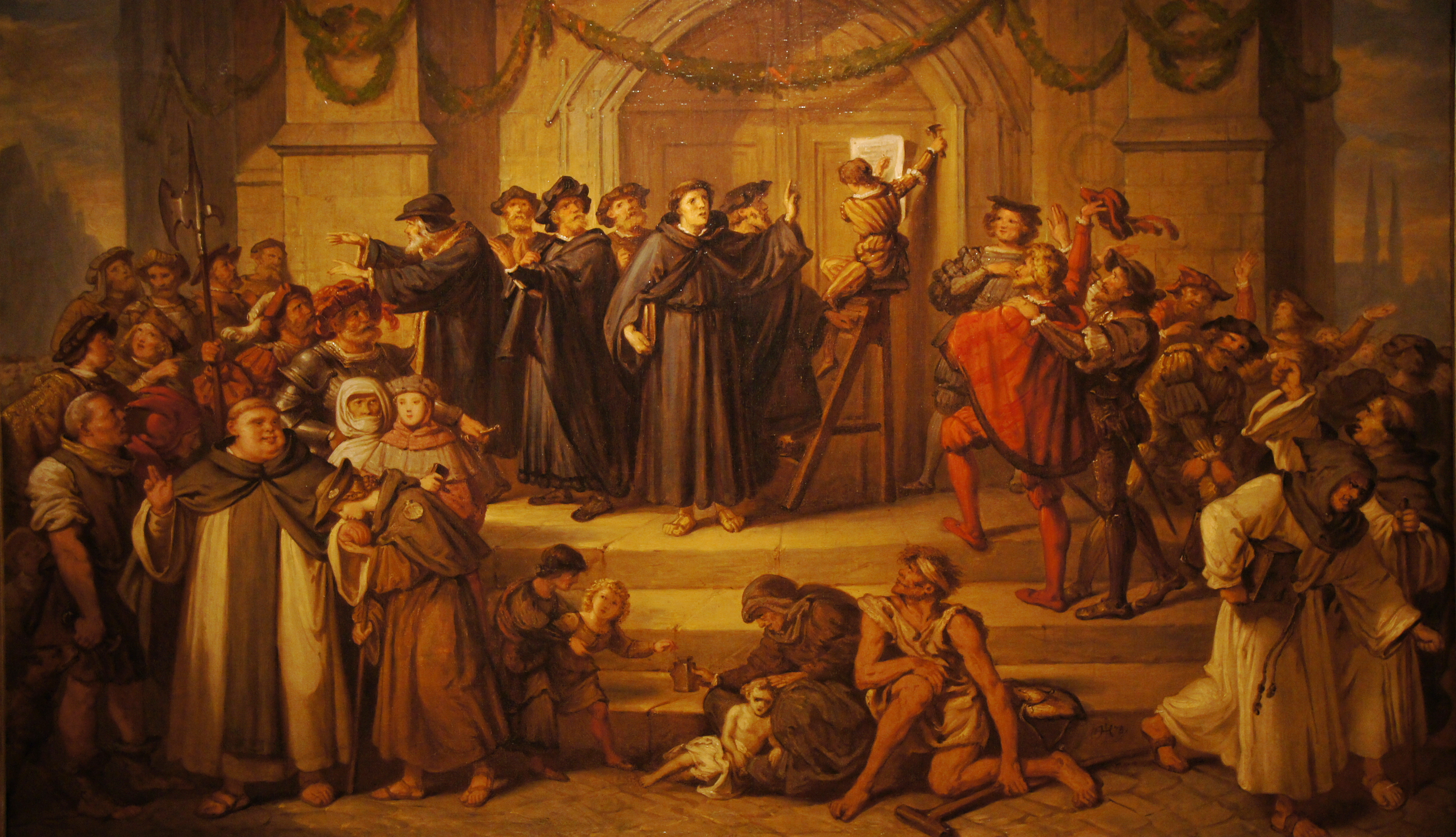
Obraz Julia Hübnera z 19. století ukazuje Lutherovo zveřejnění 95 tezí jako senzační událost před shromážděným davem. Ve skutečnosti bylo vyvěšování tezí pro disputace běžnou věcí.

Bylo zvykem, že před sezváním disputace byly teze vytištěny univerzitní tiskárnou a veřejně publikovány. Žádný výtisk wittenberského tisku 95 tezí se nedochoval, ale to není překvapivé, protože Luther ještě nebyl slavný a význam dokumentu nebyl rozpoznán. Wittenberské univerzitní stanovy požadovaly, aby se teze vyvěšovaly na dveřích všech kostelů ve městě, ale Philipp Melanchthon, který se poprvé zmínil o vyvěšení tezí, uvedl pouze dveře kostela Všech svatých. Melanchthon také tvrdil, že Luther zveřejnil Teze 31. října, ale to je v rozporu s několika Lutherovými výroky o sledu událostí; a Luther vždy prohlašoval, že on přednesl své námitky správnou cestou a že nepodněcoval veřejný spor. Je možné, že zatímco Luther později vnímal dopis Albrechtovi z 31. října jako začátek reformace, vyvěsil Teze na dveře kostela až po polovině listopadu, ale možná je také na dveře vůbec nepřibil. Ať už tomu bylo jakkoli, Teze byly dobře známy wittenberské intelektuální elitě brzy poté, co je Luther zaslal Albrechtovi.
Teze byly množeny a šířeny zájemcům brzy poté, co Luther poslal dopis arcibiskupovi. Latinské Teze byly otištěny v čtyřstránkovém letáku v Basileji a jako plakáty v Lipsku a Norimberku. Celkově bylo v Německu roku 1517 vyrobeno několik set výtisků latinských Tezí. Kaspar Nützel je v Norimberku později v témže roce přeložil do němčiny a exempláře tohoto překladu byl rozeslány několika zájemcům po Německu, ale možná nešlo o výtisky.

## Reakce
Albrecht Braniborský zřejmě obdržel Lutherův dopis s Tezemi kolem konce listopadu. Požádal o stanovisko teology na Univerzitě v Mohuči a jednal se svými poradci. Ti mu doporučili, aby se v souladu s odpustkovou bulou Lutherovi zakázalo kázat proti odpustkům. Albrecht požádal o zákaz římskou kurii. V Římě byl Luther okamžitě vnímán jako hrozba. V únoru 1518 papež Lev X. požádal představeného obutých augustiniánů, Lutherova církevního řádu, aby Luthera přiměl přestat šířit své myšlenky o odpustcích. Dominikán Sylvester Mazzolini byl také pověřen sepsat dobrozdání, které by mohlo být použito proti Lutherovi u soudu. Mazzolini napsal Dialog proti domýšlivým tezím Martina Luthera o moci papeže, kde se zaměřil na Lutherovo zpochybnění papežovy autority spíše než na jeho stížnosti ohledně kázání odpustků. Luther obdržel v srpnu 1518 předvolání do Říma. Reagoval Vysvětlením disputace o hodnotě odpustků, ve kterém se pokusil očistit od obvinění, že útočí na papeže. Když sepsal své názory do větší hloubky, Luther si zřejmě uvědomil, že jejich důsledky ho zavádějí dál od oficiální nauky, než si původně myslel. Později říkal, že by spor zřejmě nezačínal, kdyby věděl, kam povede. Vysvětlení bývá považováno za první Lutherovo reformátorské dílo.

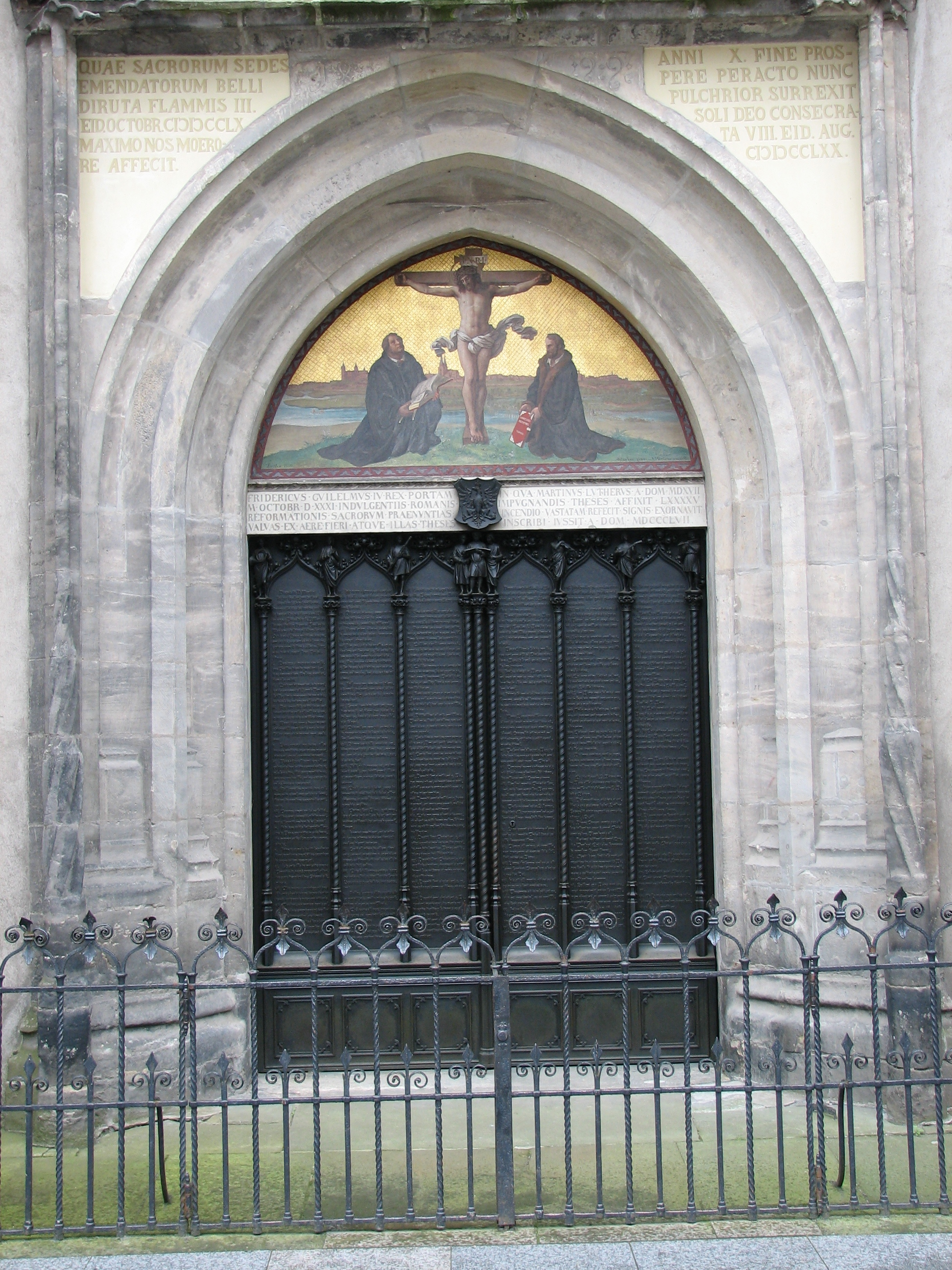
Pamětní dveře, jež byly umístěny v kostele Všech Svatých ve Wittenbergu u příležitosti 375. výročí Lutherova narození v roce 1858

Johann Tetzel na Teze odpověděl výzvou k Lutherovu upálení pro herezi a pověřil teologa Konrada Wimpinu napsat 106 tezí proti Lutherovu dílu. Ty pak Tetzel hájil v disputaci před univerzitou ve Frankfurtu nad Odrou v lednu 1518. 800 výtisků disputace bylo posláno na prodej do Wittenbergu, ale tamní studenti je sebrali knihkupci a spálili. Luther se začínal stále víc bát, že se situace vymyká z rukou a že se ocitl v nebezpečí. Aby uklidnil odpůrce, uveřejnil Promluvu o odpustcích a milosti, jež nezpochybňuje papežovu autoritu. Tento německy psaný leták byl velmi krátký a mohli ho snadno pochopit laici. Stal se Lutherovou první široce úspěšnou prací a dosáhl dvaceti vydání. Tetzel odpověděl vyvrácením psaným bod po bodu, kde široce citoval bibli a významné teology. Jeho leták nebyl ani zdaleka tak úspěšný jako Lutherův. Naopak Lutherova odpověď na Tetzelův leták byla opět prodejním úspěchem svého autora.
Dalším prominentním odpůrcem Tezí byl Johann Eck, Lutherův přítel a teolog na Univerzitě v Ingolstadtu. Eck napsal vyvrácení, určené biskupovi z Eichstättu a nazvané Obelisky. Název odkazuje na křížky zvané obelisky, které se ve středověku používaly k vyznačování heretických pasáží v textech. Byl to tvrdý a nečekaně osobní útok, vinící Luthera z hereze a hlouposti. Luther odpověděl soukromě textem Asterisky, nazvaným podle hvězdičky (asterisku), používané tehdy k vyznačení důležitých textů. Byla to rozhněvaná odpověď a Luther v ní vyjádřil názor, že Eck nerozumí věci, o které píše. Spor mezi Lutherem a Eckem se dostal na veřejnost roku 1519 v jejich lipské disputaci.
Luther byl papežskou autoritou předvolán, aby se v říjnu 1518 hájil proti obvinění z hereze před Tommasem de Viem v Augsburgu. De Vio nedovolil Lutherovi, aby s ním široce debatoval o svých údajných herezích, ale soustředil se na dva sporné body. Prvním byla teze 58, která říká, že papež nemůže používat poklad zásluh, aby odpouštěl časné tresty za hříchy. To je v rozporu s papežskou bulou Unigenitus, již vyhlásil Klement VI. roku 1343. Druhým bodem byla otázka, zda člověk může mít jistotu, že mu bylo odpuštěno poté, co dostal kněžské rozhřešení. Lutherovo Vysvětlení teze 7 tvrdí, že ano, a to na základě božího slibu, avšak de Vio tvrdil, že pokorný křesťan si nikdy nemůže nárokovat jistotu ohledně svého postavení před Bohem. Luther odmítl odvolat a žádal, aby případ prozkoumali univerzitní teologové. Jeho požadavek byl zamítnut, a tak se Luther před odchodem z Augsburgu odvolal k papežovi. Luther byl nakonec exkomunikován roku 1521, když spálil papežskou bulu, jež mu hrozila exkomunikací, pokud neodvolá.

## Důsledky

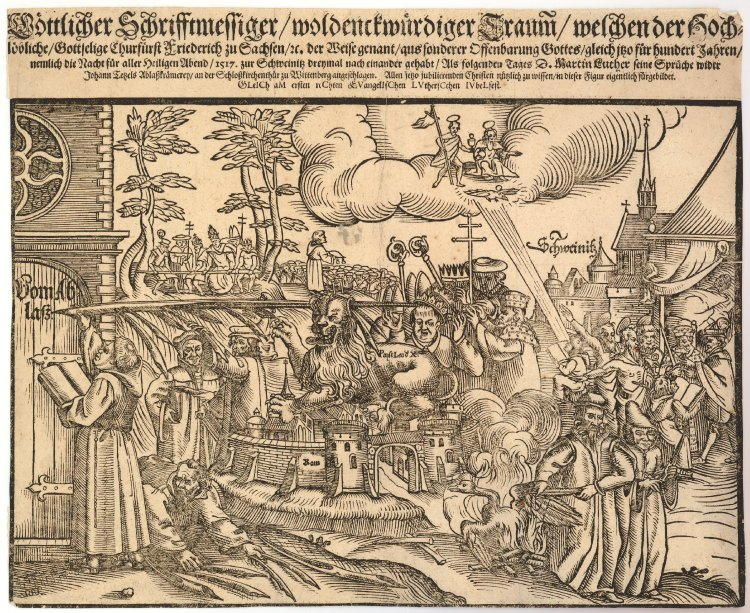
Tisk ke stému výročí reformace roku 1617 ukazuje Luthera, jak obrovským perem píše Teze na kostelní dveře

Spor o odpustky zahájený 95 tezemi byl počátkem reformace, schizmatu v katolické církvi, které zahájilo hluboké a trvalé sociální a politické změny v Evropě. Luther později tvrdil, že záležitost odpustků nebyla důležitá ve srovnání se spory, které absolvoval později, jako byla jeho debata s Erasmem Rotterdamským o svobodné vůli, a ani nepovažoval tento spor za důležitý pro svůj intelektuální průlom v otázce evangelia. V době Tezí prý ještě byl „papežencem“ a ani si nemyslel, že Teze znamenají rozkol se zavedenou katolickou naukou. Byl to však spor o odpustky, z něhož vzešlo hnutí zvané později reformace, a tento spor také Luthera uvedl do vůdčí role, kterou pak v reformačním hnutí zastával. Teze také odhalily, že Luther nepovažuje církevní kázání odpustků za správné a domnívá se, že toto kázání vystavuje laiky vážnému nebezpečí. Navíc odporovaly výnosu papeže Klementa VI. o odpustcích, a tento útok na papežovu autoritu byl předzvěstí dalších konfliktů.
31. říjen 1517, kdy Luther poslal Teze Albrechtovi Braniborskému, se připomínal jako počátek reformace už v roce 1527, kdy Luther a jeho přátelé pozvedli sklenky piva na památku „zašlapání odpustků“. Uveřejnění 95 tezí bylo v dějinách reformace stanoveno jako počátek hnutí Philippem Melanchthonem v jeho díle Historia de vita et actis Lutheri z roku 1548. Během stoletého jubilea reformace roku 1617 byl 31. říjen slaven průvodem k wittenberskému kostelu, v němž Luther, jak se věřilo, své teze uveřejnil. Byla tištěna rytina, na níž Luther píše gigantickým perem teze na dveře kostela. Pero proniká hlavou lva symbolizujícího papeže Lva X. Roku 1668 byl 31. říjen vyhlášen Dnem reformace, každoročním svátkem Saského kurfiřtství, a tento svátek se rozšířil do dalších luteránských zemí.